# (11475) Velinský
(11475) Velinský est un astéroïde de la ceinture principale.

## Description
(11475) Velinský est un astéroïde de la ceinture principale. Il fut découvert le 11 novembre 1982 à l'observatoire Kleť par Zdeňka Vávrová. Il présente une orbite caractérisée par un demi-grand axe de 2,27 UA, une excentricité de 0,10 et une inclinaison de 9,0° par rapport à l'écliptique.

## Compléments